# Ittigehalli, Turuvekere
Ittigehalli là một làng thuộc tehsil Turuvekere, huyện Tumkur, bang Karnataka, Ấn Độ.